# گمینا ویلکا نگشاوکا
گمینا ویلکا نگشاوکا (به لهستانی:  Gmina Wielka Nieszawka) یک گمینا در لهستان است که در شهرستان تورونی واقع شده‌است. گمینا ویلکا نگشاوکا ۲۱۶٫۲۸ کیلومتر مربع مساحت و ۳٬۹۲۹ نفر جمعیت دارد.